# حافظ الحكمي
حافظ بن أحمد الحكمي (1342- 1377 هـ / 1924- 1958 م) أحد علماء أهل السنة والجماعة، وأحد أعلام شبه الجزيرة العربية. ينتسب إلى قبيلة حكم و«حافظ» هو اسمه، وليس المصطلح الحديثي المعروف (نسبة إلى الحديث النبوي).

## نسبه
هو أبو أحمد حافظ بن أحمد بن علي بن أحمد بن علي بن مين بن علي بن مهدي بن أحمد بن حسين بن علي بن صغير بن علي (أبوشملة) بن محمد بن علي بن عبده بن عبد الهادي بن صديق بن طاهر بن أبي القاسم بن علي بن محمد بن أبي بكر الحكمي (الأصغر) بن محمد بن علي بن عمر بن عثمان بن محمد بن أبي بكر بن عبد الله بن عبد الواحد بن أبي بكر الحكمي (الأكبر).

## ميلاده ونشأته
ولد في قرية السلام المسمى حاليا بالخمس، التابعة لمدينة المضايا بجنوب منطقة جازان جنوب المملكة العربية السعودية في 24 رمضان سنة 1342 هـ، ثم انتقل مع أسرته إلى قرية الجاضع التابعة لمدينة صامطة بنفس المنطقة. وإتسم منذ طفولته بالذكاء وسعة الحفظ، وحرص على حفظ القرآن وبعض المتون العلمية في سن صغيرة. وحينما أتم سبع سنوات من العمر ألحقه والده هو وشقيقه الأكبر محمد بمدرسة لتعليم القرآن الكريم في قرية الجاضع، وفيها قرأ على مدرسه جزأين من القرآن، ثم أكمل حفظه وعمره لم يتجاوز الثانية عشرة. كما أتقن الكتابة والخط، واشتهر بحسن خطه وجماله. كما قام بقراءة وحفظ بعض كتب ومتون الحديث والتفسير والتوحيد والفقه والفرائض مع أخيه بمنزل والدهما، حيث لم يكن بالقرية عالم أو مدرسة تقوم بتعليم هذه العلوم.

## طلبه للعلم
في سنة 1358 هـ قدم على منطقة تهامة الشيخ عبد الله القرعاوي بهدف نشر العلوم الشرعية والدعوة السلفية في تلك المنطقة، بناء على مشورة الشيخ إبراهيم بن محمد آل الشيخ واتخذ من صامطة مركزاً لنشر دعوته، حيث أسس فيه «مدرسة صامطة السلفية» التي قام فيها بتدريس العلوم الشرعية. وحين سمع حافظ وأخوه محمد بجهود الشيخ القرعاوي الدعوية، أرسلا إليه خطاباً في سنة 1359 هـ يطلبان منه بعض كتب التوحيد والعقيدة، ويرجوان من الشيخ أن يقوم بزيارة دعوية إلى قريتهما الجاضع، ويعتذران عن عدم تمكنهما من القدوم إلى الشيخ بسبب انشغالهما بخدمة والديهما. فلبى الشيخ دعوتهما، وقام بزيارة الجاضع لعدة أيام، وألقى فيها بعض الدروس العلمية، وهناك التقى بحافظ الحكمي، وتوسم فيه النجابة والحرص على طلب العلم، فالتمس من والده أن يسمح بضمه إلى طلبة مدرسته، ولكن الوالد رفض بدعوى احتياجه لحافظ في أمور معيشته.
ثم في شهر رجب سنة 1360 هـ توفيت والدة حافظ، فسمح أبوه له ولأخيه محمد أن يدرسا عند الشيخ عبد الله القرعاوي لمدة يومين أو ثلاثة بالأسبوع. ثم توفي والدهما في نفس السنة وهو عائد من رحلة الحج، ما أتاح لحافظ فرصة التفرغ لدراسة العلوم الشرعية. فانكب على طلب العلم، وقام بملازمة الشيخ القرعاوي، وأتقن النثر والشعر، وسائر العلوم الشرعية في زمن قصير. حتى قال عنه الشيخ القرعاوي: لم يكن له نظير في التحصيل والتأليف والتعليم والإدارة في وقت قصير.

## مناصبه
حين أظهر تقدماً في تحصيل العلم، كلفه الشيخ عبد الله القرعاوي التدريسَ لزملائه وللطلبة المستجدين، ثم عيَّنه في سنة 1363 هـ مديرا لمدرسة «صامطة السلفية»، وكلفه الإشراف على مدارس القرى المجاورة. ثم توسع الشيخ القرعاوي في تأسيس المدارس في منطقتي عسير وتهامة، وفي سائر المدارس التي أسسها الشيخ القرعاوي كان ينيب عنه الشيخ حافظ الحكمي للإشراف على العملية التعليمية وعلى تطوير تلك المدارس. وفي سنة 1374 هـ، افتتح معهداً علمياً بمدينة صامطة يتبع «الإدارة العامة للكليات والمعاهد العلمية» حينها (جامعة الإمام محمد بن سعود الإسلامية حالياً)، وأسندت إدارته للشيخ حافظ، بالإضافة لتوليه التدريس بالمعهد.

## مصنفاته
بدأ الشيخ حافظ التصنيف في سن صغيرة، فحين بلغ من العمر 19 عاماً طلب منه شيخه القرعاوي أن يصنف نظماً في علم التوحيد، فصنف منظومته «سلم الوصول إلى علم الأصول» وانتهى من تسويدها سنة 1362 هـ، فنالت استحسان شيخه وغيره من العلماء. ثم واصل التصنيف بعد ذلك في فنون مختلفة.
ومن مصنفاته:
- في التوحيد:
  - منظومة «سلم الوصول إلى علم الأصول في توحيد الله واتباع الرسول».
  - كتاب «معارج القبول في شرح سلم الوصول»، وهو شرح للمنظومة السابقة، انتهى منه سنة 1366 هـ.
  - كتاب «أعلام السنة المنشورة لاعتقاد الطائفة الناجية المنصورة».
  - منظومة «الجواهر الفريدة في تحقيق العقيدة».
  - مفتاح دار السلام بتحقيق شهادتي الإسلام (مخطوط ولم يطبع بعد).
- في مصطلح الحديث:
  - دليل أرباب الفلاح لتحقيق فن الاصطلاح.
  - منظومة «اللؤلؤ المكنون في أحوال الأسانيد والمتون» نظمها سنة 1366هـ.
- في الفقه وأصوله:
  - السبل السوية لفقه السنن المروية.
  - منظومة «وسيلة الحصول إلى مهمات الأصول». نظمها سنة 1373هـ.
  - منظومة «لامية المنسوخ».
  - شرح متن الورقات، لأبي المعالي الجويني (مخطوط لم يطبع بعد).
- في علم الفرائض (المواريث):
  - رسالة «النور الفائض من شمس الوحي في علم الفرائض» صنفها في 15 من شعبان سنة 1365هـ.
- في التاريخ والسيرة النبوية:
  - منظومة «نيل السول من تاريخ الأمم وسيرة الرسول».
- في النصائح والوصايا:
  - منظومة «نصيحة الإخوان» المشهورة بـ «القاتية»، وهي قصيدة تائية في التحذير من التدخين والقات.
  - المنظومة الميمية في الوصايا والآداب العلمية. وهي قصيدة في الحث على العلم وطلبه.
  - منظومة «همزية الإصلاح في تشجيع الإسلام وأهله والتمسك كل التمسك بأساسه وأصله» (مخطوط لم يطبع).
  - مجموعة خطب للجمع والمناسبات الدينية (مخطوطة لم تطبع)، وقد طبعت أكثر تلك المصنفات بين عامي 1373 هـ و1374 هـ بمطابع البلاد السعودية في مكة على نفقة الملك سعود بن عبد العزيز[8]

## شعره
- الشيخ حافظ الحكمي يعتبر شاعر وناظم؛ فقد سخر شعره لخدمة العقيدة السلفية وتوجيه المجتمع، ومن قصائده تلك التي تحدث فيها عن الشيخ محمد بن عبد الوهاب قائلاً:[9]

- وله قصيدة عن العلم وفضائله يقول فيها:

## وفاته
توفي بعد أدائه مناسك الحج في مكة يوم 18 من ذي الحجة سنة 1377 هـ عن عمر يبلغ 35 عاماً، في مكة المكرمة وصلي عليه في المسجد الحرام وأم المصلين عليه مفتي عام المملكة عبدالعزيز بن باز. خلف حافظ أربعة أبناء هم: أحمد، وعبد الله، ومحمد، وعبد الرحمن. وثلاثة بنات.